# Sternula nereis

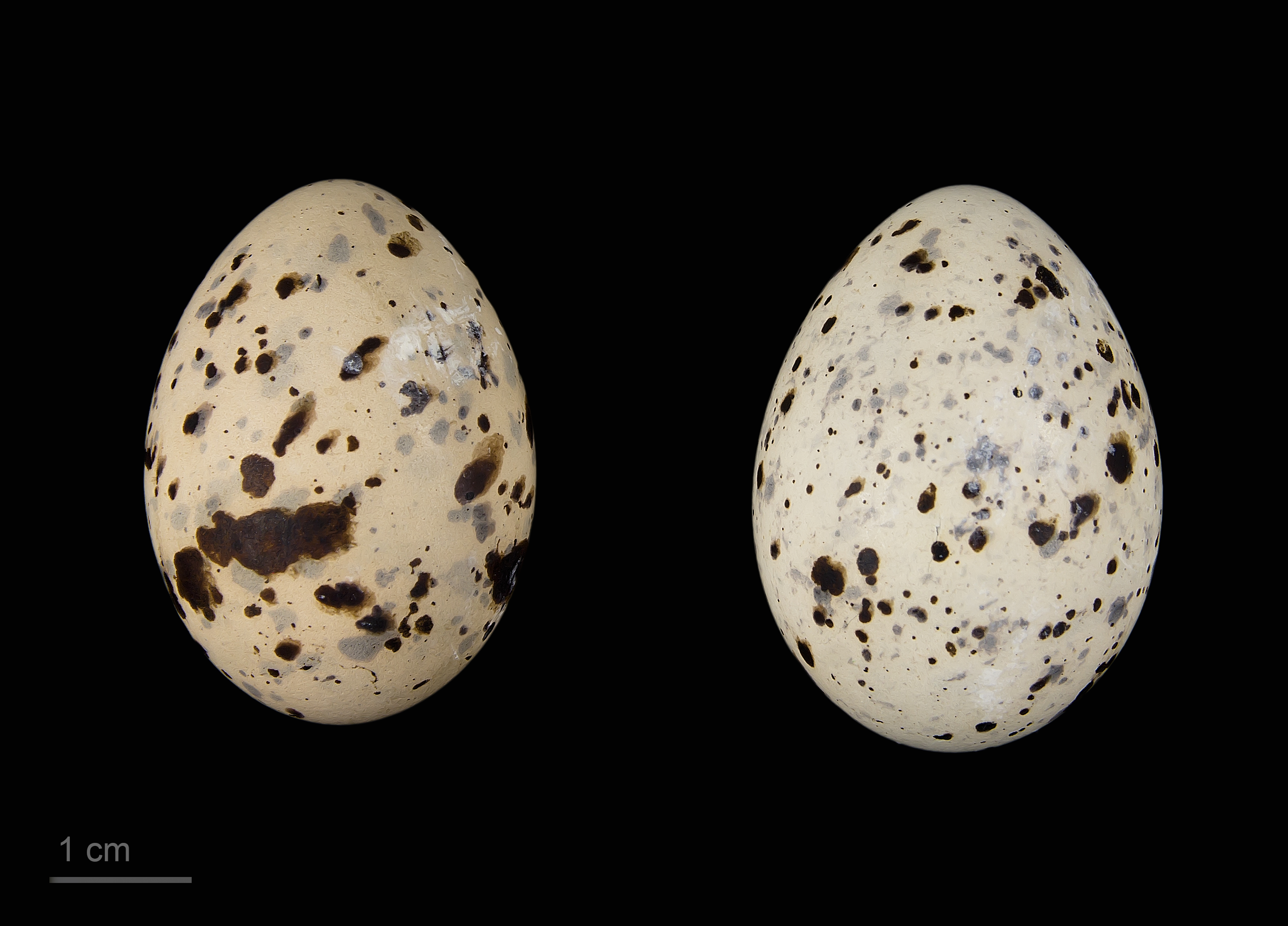
Sternula nereis - MHNT

El charrancito australiano (Sternula nereis) es una especie de ave charadriforme de la familia Sternidae que cría en las costas de Australasia y se encuentra principalmente en el Pacífico suroccidental.

## Descripción
El charrancito australiano es un estérnido de pequeño tamaño, que mide unos 25 cm de largo y unos 50 cm de envergadura alar, de cola ahorquillada. Las partes superiores de su cuerpo son de color gris pálido y las inferiores son blancas. En época de cría presenta un casquete negro en el píleo y nuca que llega hasta el ojo, aunque su frente permanece blanca, este casquete oscuro desaparece casi por completo fuera de la estación de cría quedando solo una pequeña mancha detrás de los ojos. Además en la estación de cría su pico es de color amarillo parduzco con la punta negra, y pasa a ser totalmente negro fuera de la estación de cría. Sus patas son de color amarillo anaranjado.

## Taxonomía
La especie fue descrita científicamente por el ornitólogo inglés John Gould en 1843, como Sterna nereis. Posteriormente la especie fue trasladada al género Sternula.
Se reconocen tres subespecies:
- Sternula nereis nereis (Gould, 1843) -  cría en Australia;
- Sternula nereis exsul (Mathews, 1912) - cría en Nueva Caledonia;
- Sternula nereis davisae (Mathews y Iredale, 1913) - cría en el norte de Nueva Zelanda.

## Estado de conservación
Anteriormente la UICN lo clasificó como una especie de preocupación, recientemente se ha descubierto que ha descendido su número rápidamente, y la subespecie de Nueva Zelanda está al borde de la extinción. Por ello su catalogación se modificó en 2008 a la categoría de vulnerable.